# Форсаж: Гоббс та Шоу
«Форсаж: Гоббс та Шоу» (амер. Fast & Furious Presents: Hobbs & Shaw, міжн. Fast & Furious: Hobbs & Shaw) — американський бойовик, що є спін-офом (і за рахунком дев'ятим фільмом) серії «Форсаж». Сюжет розгортається через два роки після подій фільму «Форсаж 8», у центрі — персонажі Люк Гоббс і Деккард Шоу, яких зіграли Двейн Джонсон і Джейсон Стейтем відповідно. Також у фільмі знялися Ідріс Ельба, Ванесса Кірбі, Гелен Міррен, Роман Рейнс, Ейса Гонсалес та інші актори.
Режисером стрічки став Девід Літч (реж. «Дедпула 2»), сценарій написав Кріс Морган — автор сценаріїв шести попередніх фільмів. Продюсери: Двейн Джонсон, Дені Гарсіа, Гірем Гарсіа, Джейсон Стейтем. Виробники фільму: кінокомпанії «Original Film», «Seven Bucks Productions» і «Chris Morgan Productions».
На екрани кінотеатрів США фільм вийшов 2 серпня 2019 року, а України — 1 серпня 2019.
Фільм про агентів Гоббса та Шоу, що з'явились у «Форсажі 5» і «Форсажі 6».

## Сюжет
Офіційний синопсис фільму від компанії Universal Pictures:
|  | Спецагент американської дипломатичної служби безпеки Люк Гоббс (Джонсон) і колишній елітний оперативник британської розвідки Деккард Шоу вперше зустрілися 2015 року у фільмі 'Форсаж 7'. Незлюбивши один одного з першого погляду, Гоббс і Шоу стали заклятими ворогами. Однак поява на горизонті невразливого супротивника все змінює. Брікстон — генетично модифікована надлюдина. До його рук потрапляє біологічна зброя, здатна знищити планету. Коли Брікстон бере гору над безстрашною оперативницею МІ6 (Ванесса Кірбі), що є ще й сестрою Шоу, людству стають потрібні нові захисники. Гоббсу і Шоу доведеться забути про минуле і почати працювати разом. |

## В ролях
| Актор           | Роль                  | Український дубляж |
| --------------- | --------------------- | ------------------ |
| Двейн Джонсон   | Люк Гоббс             | Михайло Жонін      |
| Джейсон Стейтем | Деккард Шоу           | Юрій Ребрик        |
| Ідріс Ельба     | Брікстон              | Кирило Нікітенко   |
| Ванесса Кірбі   | Хетті Шоу             | Анна Чиж           |
| Гелен Міррен    | Магдалина Шоу         |                    |
| Роман Рейнс     | Дюк Гоббс             | Михайло Кукуюк     |
| Ейса Гонсалес   | Мадам М               |                    |
| Едді Марсан     | професор Андрейко     |                    |
| Кліфф Кертіс    | Джона Гоббс           |                    |
| Джош Мауга      | Тімо Гоббс            |                    |
| Джон Туї        | Кел Гоббс             |                    |
| Раян Рейнольдс  | офіцер ЦРУ Віктор Лок | Юрій Кудрявець     |
| Кевін Гарт      | Дінклі                |                    |
| Натан Джонс     | пілот винищувача      |                    |
| Девід Літч      | пілот вертольота      |                    |